# 孟加拉裔巴基斯坦人
孟加拉裔巴基斯坦人，是巴基斯坦公民，他們在1971年前由印度和東孟加拉遷移西巴基斯坦，或是1971年以後從孟加拉國移民到巴基斯坦; 雖然根據巴基斯坦的社會活動家的說法，由於巴基斯坦盧比比孟加拉塔卡弱，因此在巴基斯坦工作和賺錢已經不再有利可圖了。大多數孟加拉裔巴基斯坦人都講烏爾都語和孟加拉語，並且主要在卡拉奇定居。1971年之前抵達巴基斯坦的孟加拉人現在已經被卡拉奇的烏爾都語人士同化。

## 歷史

#### 1947年前
巴基斯坦的孟加拉人社區的創始成員是來自東孟加拉邦的早期移民，他們在20世紀初抵達信德省。這個早期孟加拉定居者社區融入了巴基斯坦文化，並接受了烏爾都語或成為雙語人士。

#### 1947年-1971年
1947年巴基斯坦獨立後，孟加拉人大量湧入卡拉奇，從印度或東巴基斯坦到達巴基斯坦。1971年，一些孟加拉人選擇返回新獨立的孟加拉國，而其他人則選擇留在巴基斯坦。

#### 1971年後
20世紀80年代，成千上萬的非法孟加拉國移民抵達巴基斯坦，而孟加拉國當時獨立後不久，正在與極端貧困作鬥爭。到1995年，孟加拉國人的不斷移民超過了2,500,000人。在總理貝娜齊爾·布托執政期間，一些高級顧問開始關注孟加拉國大量流動人口，擔心他們可能成為卡拉奇在烏爾都語穆哈吉爾人之後的第二大群體，並擾亂了敏感的人口平衡。因此，布托下令對孟加拉國移民進行鎮壓和驅逐。貝娜齊爾·布託的行動緊張並造成孟加拉國和巴基斯坦關係緊張局勢，當時在達卡執政的卡莉達·齊亞拒絕接受被驅逐者，據報導，他們向巴基斯坦派遣了兩架飛機，巴基斯坦的穆斯林政黨批評布托的鎮壓作為反伊斯蘭教。她最終被迫放棄了這項命令。

## 人口
根據巴基斯坦孟加拉行動委員會主席謝赫·穆罕默德·菲羅茲的說法，巴基斯坦（主要是信德省）有200多個講孟加拉人定居點，其中132個在卡拉奇，而其他較小的社區存在於特達市，巴丁，海德拉巴，Tando Adam 和拉合爾。卡拉奇有許多孟加拉殖民地，通常被稱為“迷你孟加拉國”。在卡拉奇的這些地區經常可以看到多彩的孟加拉語招牌，吉大港殖民地有一個集市，以巴基斯坦著名的達卡服飾為中心。
最近，由於孟加拉國到巴基斯坦的旅程充滿危險和緊張的邊界，到巴基斯坦的孟加拉人口已經下降。此外，鑑於巴基斯坦存在緊張的種族對抗和缺乏社會歡迎，孟加拉人現在已經改到其他地方旅行。